# Johann Theodor von Bayern

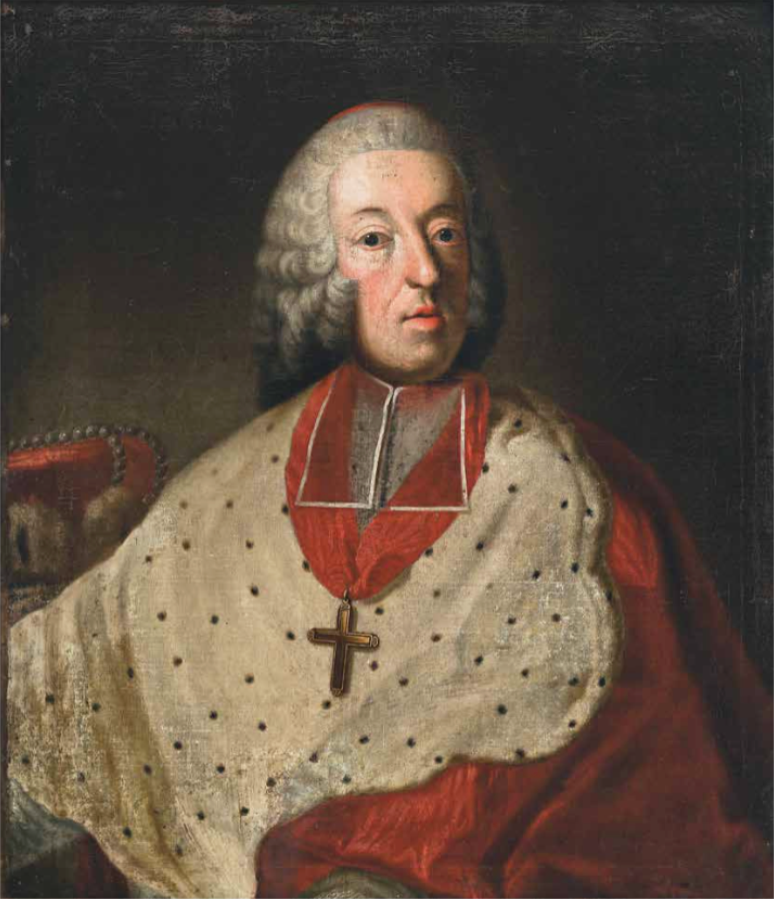
Johann Theodor von Bayern als Fürstbischof von Freising (Gemälde im Diözesanmuseum Freising, unbekannter Meister, 18. Jh.)

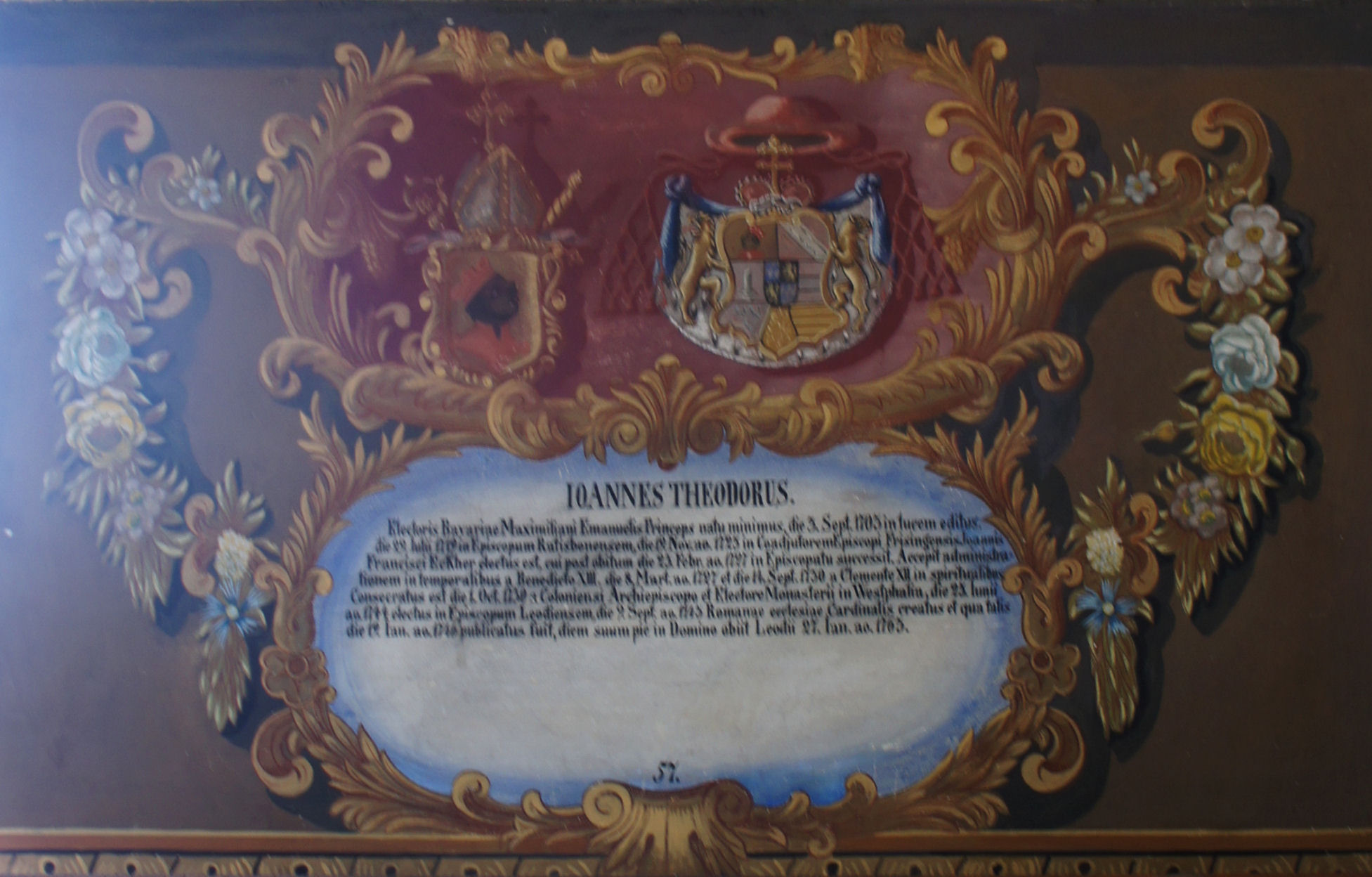
Wappentafel von Johann Theodor Kardinal von Bayern im Fürstengang Freising

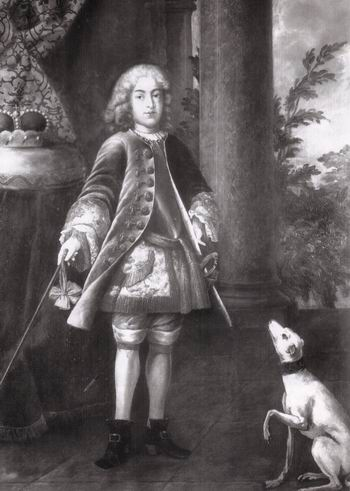
Johann Theodor von Bayern

Johann Theodor von Bayern (* 3. September 1703 in München; † 27. Januar 1763 in Lüttich) aus dem Hause Wittelsbach war Fürstbischof von Regensburg (ab 1719), Freising (ab 1727) und Lüttich (ab 1744). Als Kardinal war er seit 1761 Kardinalprotopriester.

## Leben
Seine Eltern waren Maximilian II. Emanuel und Therese Kunigunde von Polen. Ursprünglich war er für den weltlichen Stand vorgesehen, doch der Tod seines älteren Bruders Philipp Moritz am 12. März 1719 änderte die Situation: Sein Bruder Clemens August I. von Bayern übernahm die Posten im Nordwesten des Heiligen Römischen Reiches, darunter das Bistum Münster, während Johann Theodor nachrückte. So wurde er noch 1719 Fürstbischof von Regensburg, 1727 auch von Freising. Erst am 8. April 1730 empfing er die Priesterweihe. Die Bischofsweihe spendete ihm sein Bruder Clemens August am 1. Oktober desselben Jahres. Mitkonsekratoren waren der Apostolische Vikar des Nordens, Johann Friedrich Adolf von Hörde, und Weihbischof Ferdinand Oesterhoff OCist aus Münster. 1724 beteiligte er sich an der Wittelsbacher Hausunion.
Da seine beiden bayerischen Bistümer wegen ihrer geringen Größe keinen sonderlich großen Machtfaktor darstellten, war er von seinem Bruder, dem frankophilen Kurfürsten und späteren Kaiser Karl Albrecht abhängig und näherte sich dadurch ebenfalls den Bourbonen an. Deshalb unterstützte König Ludwig XV. 1732 die Kandidatur Johann Theodors für das Amt des Hoch- und Deutschmeisters. Dennoch unterlag er bei der Wahl seinem Bruder, Clemens August. Am 9. September 1743 nahm ihn Papst Benedikt XIV. als Kardinalpriester in pectore in das Kardinalskollegium auf. Die Ernennung wurde beim Konsistorium am 17. Januar 1746 publiziert. Er erhielt die Titelkirche San Lorenzo in Lucina.
Seit 1744 war Johann Theodor außerdem auch noch Fürstbischof von Lüttich und gewann damit an Bedeutung. Lüttich war eine der größten Städte des Reiches überhaupt, und das Fürstbistum verfügt über ein großes Territorium. Schon früher hatte allerdings der Bruder Clemens August selbst ein Auge auf dieses Hochstift geworfen, welches ihm als einziges in der Kölner Kirchenprovinz noch fehlte. Dadurch, dass sich auch der jüngere Bruder des Kurfürsten, Johann Theodor, mit kaiserlicher Unterstützung um den Bischofsstuhl bewarb, schien die Wahl ein erhöhtes innerwittelsbachisches Konfliktpotential zu bergen. Stattdessen wurde sie zu einer Demonstration dynastischen Zusammenhalts. Trotz gesundheitlicher Probleme reiste Clemens August persönlich nach Lüttich und gab bei Stimmengleichheit zwischen Johann Theodor und dem österreichischen Gegenkandidaten durch sein Votum den Ausschlag zugunsten des jüngeren Bruders.
Die Beziehungen zwischen Österreich und Bayern waren bis 1745 schlecht, weil sie sich im Österreichischen Erbfolgekrieg gegenüberstanden. Österreich war durch eine Reihe von Kriegen gezwungen, den Silbergehalt des Geldes zu senken, auch in den Österreichischen Niederlanden. Lüttich nutzte dies aus, indem es das alte Silbergeld gegen Unmengen von minderwertigem Lütticher Kupfergeld eintauschte, während das Silber auf der neuen österreichischen Basis zu Lütticher Silberstücken verarbeitet wurde. Dadurch erlitten die Österreicher großen Schaden; nicht nur die Wirtschaft wurde mit Lütticher Kupfergeld überschwemmt, auch die Einnahmen aus der Prägung gingen verloren. Tatsächlich führte das Haus Wittelsbach einen Wirtschaftskrieg gegen das Haus Habsburg. Erst 1753 kam es vor dem Reichsgericht zu einer Klage, die den Lütticher Fürstbischöfen die Münzprägung entzog. Danach wurde nur noch bei Sedisvakanz geprägt.
Auf persönlicher Ebene führte Johann Theodor das Leben eines großen Herrn: Ein großer Jäger, ein Liebhaber der Musik (er spielte Cello) und des Theaters, hielt er in Lüttich einen glänzenden Hof. Gut lebend, verschwenderisch und Frauen liebend (trotz seines Status als Kardinal), war er bei der Bevölkerung des Fürstentums beliebt. Asthmatisch und tuberkulös reiste er aus Sorge um seine Gesundheit häufig nach Bayern, da ihm seine Ärzte diesen Luftwechsel angeraten hatten. Johann Theodor machte den Komponisten Placidus von Camerloher zu seinem Hofkapellmeister und später zusätzlich zum Kammermusikdirektor in Lüttich.
Papst Clemens XIII. verweigerte kurz nach dem Tode des Bruders Clemens August am 11. März 1761 seine Zustimmung zur Wahl Johann Theodors zum Kölner Erzbischof und begründete dies mit skandalösem, ungeistlichem Lebenswandel. Mit dem Tod von Domenico Silvio Passionei wurde Johann Theodor als nunmehr dienstältester Kardinalpriester wenig später Kardinalprotopriester.
1763 starb Johann Theodor in Lüttich. Begraben wurde Johann Theodor in der alten Kathedrale von Lüttich. Sein Herz wurde getrennt bestattet und befindet sich in der Gnadenkapelle von Altötting. Johann Theodor entstammte der letzten Generation Wittelsbacher Fürstbischöfe. Bereits in der folgenden Generation waren nicht mehr genug nachgeborene Söhne vorhanden, um mit ihnen klerikale Ämter zu besetzen. Der bayerische Kurfürst konnte 1763 dann immerhin seinem Schwager Clemens Wenzeslaus von Sachsen die Nachfolge in den bayerischen Bistümern Regensburg und Freising sichern. Mit Johann Theodors Neffen Kurfürst Maximilian III. Joseph starb 1777 auch die bayerische Linie der Wittelsbacher aus.

## Ahnentafel
| Ahnentafel von Johan Theodor von Bayern | Ahnentafel von Johan Theodor von Bayern                                                                | Ahnentafel von Johan Theodor von Bayern                                                                | Ahnentafel von Johan Theodor von Bayern                                                               | Ahnentafel von Johan Theodor von Bayern                                                               | Ahnentafel von Johan Theodor von Bayern                                                                          | Ahnentafel von Johan Theodor von Bayern                                                                          | Ahnentafel von Johan Theodor von Bayern                                                                          | Ahnentafel von Johan Theodor von Bayern                                                                          |
| --------------------------------------- | --- | --- | --- | --- | --- | --- | --- | --- |
| Ururgroßeltern                          | Herzog Wilhelm V. von Bayern (1548–1626) ⚭ 1568 Renata von Lothringen (1544–1602)                      | Kaiser Ferdinand II. (1578–1637) ⚭ 1600 Maria Anna von Bayern (1574–1616)                              | Herzog Karl Emanuel I. von Savoyen (1562–1630) ⚭ 1585 Katharina Michaela von Spanien (1567–1597)      | König Heinrich IV. von Frankreich (1553–1610) ⚭ 1600 Maria de’ Medici (1575–1642)                     | Marek Sobieski (1548/50–1605) ⚭ Jadwiga Snopkowska (1556/59–1588/89)                                             | Jan Daniłowicz (1570–1628) ⚭ Zofia Żółkiewska (1590–1634)                                                        | Antoine de La Grange d'Arquien ⚭ Anne d'Ancienville                                                              | Baptiste de La Châtre of Bruillebault ⚭ Gabrielle Lamy                                                           |
| Urgroßeltern                            | Kurfürst Maximilian I. von Bayern (1573–1651) ⚭ 1635 Erzherzogin Maria Anna von Österreich (1610–1665) | Kurfürst Maximilian I. von Bayern (1573–1651) ⚭ 1635 Erzherzogin Maria Anna von Österreich (1610–1665) | Herzog Viktor Amadeus I. von Savoyen (1587–1637) ⚭ 1619 Christina von Frankreich (1606–1663)          | Herzog Viktor Amadeus I. von Savoyen (1587–1637) ⚭ 1619 Christina von Frankreich (1606–1663)          | Jakub Sobieski (1590–1646) ⚭ 1627 Zofia Teofillia Daniłowicz (1607–1661)                                         | Jakub Sobieski (1590–1646) ⚭ 1627 Zofia Teofillia Daniłowicz (1607–1661)                                         | Henri Albert de La Grange d'Arquien (1613–1707) ⚭ Françoise de la Châtre                                         | Henri Albert de La Grange d'Arquien (1613–1707) ⚭ Françoise de la Châtre                                         |
| Großeltern                              | Kurfürst Ferdinand Maria von Bayern (1636–1679) ⚭ 1652 Henriette Adelheid von Savoyen (1636–1676)      | Kurfürst Ferdinand Maria von Bayern (1636–1679) ⚭ 1652 Henriette Adelheid von Savoyen (1636–1676)      | Kurfürst Ferdinand Maria von Bayern (1636–1679) ⚭ 1652 Henriette Adelheid von Savoyen (1636–1676)     | Kurfürst Ferdinand Maria von Bayern (1636–1679) ⚭ 1652 Henriette Adelheid von Savoyen (1636–1676)     | König Johann III. Sobieski von Polen (1629–1696) ⚭ 1665 Marie Casimire Louise de la Grange d’Arquien (1641–1716) | König Johann III. Sobieski von Polen (1629–1696) ⚭ 1665 Marie Casimire Louise de la Grange d’Arquien (1641–1716) | König Johann III. Sobieski von Polen (1629–1696) ⚭ 1665 Marie Casimire Louise de la Grange d’Arquien (1641–1716) | König Johann III. Sobieski von Polen (1629–1696) ⚭ 1665 Marie Casimire Louise de la Grange d’Arquien (1641–1716) |
| Eltern                                  | Kurfürst Maximilian II. Emanuel von Bayern (1662–1726) ⚭ 1695 Therese Kunigunde von Polen (1676–1730)  | Kurfürst Maximilian II. Emanuel von Bayern (1662–1726) ⚭ 1695 Therese Kunigunde von Polen (1676–1730)  | Kurfürst Maximilian II. Emanuel von Bayern (1662–1726) ⚭ 1695 Therese Kunigunde von Polen (1676–1730) | Kurfürst Maximilian II. Emanuel von Bayern (1662–1726) ⚭ 1695 Therese Kunigunde von Polen (1676–1730) | Kurfürst Maximilian II. Emanuel von Bayern (1662–1726) ⚭ 1695 Therese Kunigunde von Polen (1676–1730)            | Kurfürst Maximilian II. Emanuel von Bayern (1662–1726) ⚭ 1695 Therese Kunigunde von Polen (1676–1730)            | Kurfürst Maximilian II. Emanuel von Bayern (1662–1726) ⚭ 1695 Therese Kunigunde von Polen (1676–1730)            | Kurfürst Maximilian II. Emanuel von Bayern (1662–1726) ⚭ 1695 Therese Kunigunde von Polen (1676–1730)            |
| Johann Theodor von Bayern               | | | | | | | | |